# Keisuke Tsuboi
Keisuke Tsuboi (坪井 慶介, Tsuboi Keisuke) est un joueur de football japonais né le 16 septembre 1979 à Tama, dans la préfecture de Tokyo. Il évolue au poste de défenseur.

## Carrière
Il débute en équipe nationale le 11 juin 2003 contre le Paraguay. Tsuboi compte 41 sélections en équipe du Japon entre 2003 et 2007.

## Palmarès
- Vainqueur de la Ligue des champions de l'AFC en 2007 avec les Urawa Red Diamonds
- Champion du Japon en 2006 avec les Urawa Red Diamonds
- Vainqueur de la Coupe de l'Empereur en 2005 et 2006 avec les Urawa Red Diamonds
- Vainqueur de la Coupe de la ligue du Japon en 2003 avec les Urawa Red Diamonds
- Finaliste de la Coupe de la ligue du Japon en 2002 et 2004 avec les Urawa Red Diamonds
- Vainqueur de la Supercoupe du Japon en 2006 avec les Urawa Red Diamonds
- Finaliste de la Supercoupe du Japon en 2007 avec les Urawa Red Diamonds
- Troisième de la Coupe du monde des clubs de la FIFA 2007 avec les Urawa Red Diamonds
- J. League Best Eleven : 2003